# Svatopluk Janouch
Plk. Svatopluk Janouch (6. listopadu 1913 Holín – 12. dubna 1966 New York) byl československým stíhacím esem a leteckým velitelem během druhé světové války.

## Život

### Před druhou světovou válkou
Svatopluk Janouch se narodil 6. listopadu v Holíně na jičínsku v rolnické rodině Václava a Anastázie Janouchových. Vychodil obecnou škou v Sobčicích, mezi lety 1925 a 1933 pak studoval na státním gymnáziu v Jičíně, kde i maturoval. Ve stejném roce nastoupil prezenční vojenskou službu, v rámci které absolvoval školu důstojníků letectva v záloze a vojenské letecké učiliště v Prostějově. Jako letecký pozorovatel poté sloužil v Piešťanech. Po skončení prezenční služby zůstal u armády, vystudoval Vojenskou akademii v Hranicích, absolvoval stíhací aplikační kurz a již jako pilot sloužil ve Kbelích a následně v Hradci Králové. Během Všeobecné mobilizace v roce 1938 byl nasazen na jižní Moravě.

### Druhá světová válka

#### Francie
Po německé okupaci odešel Svatopluk Janouch v květnu 1939 do zahraničí. Přes Polsko a Velkou Británii docestoval do Francie, kde vstoupil do cizinecké legie. Sloužil v severní Africe a po napadení Francie Německem v roce 1940 byl přeložen k letectvu. Zapojil se do bojů, ve kterých si zapsal tři vzdušná vítězství, jednou se musel zachraňovat na padáku a jednou nouzově přistát. Účastnil se i útoků na frontou pronikající německá tanková uskupení. Po akci ze 7. června 1940 skončil zraněný v pařížské nemocnici, ze které musel těsně před příchodem Němců uprchnout. Podařilo se mu dostat se do Bordeaux a odplout do Velké Británie.

#### Velká Británie
Ve Velké Británii vstoupil Svatopluk Janouch do Royal Air Force a byl přidělen ke 310. československé stíhací peruti RAF. Po výcviku na strojích Hawker Hurricane zasáhl do bitvy o Británii, kdy si zapsal další dva sestřely a stal se leteckým esem. Stal se velitelem letky, ale 28. května 1941 byl ze zdravotních důvodů nucen ukončit leteckou činnost a sloužit již jen na zemi. Od 17. října 1941 sloužil jako sektorový letecký kontrolor v Debdenu, od 13. května 1942 jako styčný důstojník u Fighter Command, od 15. října 1943 jako náčelník osvětové služby Inspektorátu československého letectva v Londýně. Od srpna 1944 do července 1945 působil jako vojenský atašé u československého velvyslanectví ve Francii. Dosáhl hodnosti štábního kapitána.

### Po druhé světové válce
Po návratu do Československa působil Svatopluk Janouch jako profesor na Vojenské letecké akademii v Hradci Králové. Pouhý den po tzv. Vítězném únoru byl přeložen na štáb II. leteckého sboru do Českých Budějovic a v květnu 1948 poslán na dovolenou. Svatopluk Janouch tušil co bude následovat a přes Šumavu opět odešel do exilu. Začal pracovat pro francouzský generální štáb, následně pro Air France a k závěru svého života jako zástupce ředitele pobočky Swissairu v New Yorku. Zde dne 12. dubna 1966 zemřel.

## Publikační činnost
Svatopluk Janouch sepsal během svého působení ve Velké Británii vzpomínky na boje ve Francii, které vyšly v roce 1947 pod názvem Světla a stíny.

## Ocenění

### Vyznamenání
- 1940 Croix de guerre
- 1940 francouzská Medaile za vojenské zranění
- 1940 Řád čestné legie V. třídy
- 1940 2x Československý válečný kříž 1939
- 1941 Československá medaile Za chrabrost před nepřítelem
- 1946 Československá medaile za zásluhy I. stupně
- Pamětní medaile československé armády v zahraničí
- Hvězda 1939–1945
- Evropská hvězda leteckých posádek
- Britská medaile Za obranu

### Posmrtná ocenění
- V roce 1991 byl Svatopluk Janouch in memoriam povýšen do hodnosti plukovníka